# Ruidenberg
De Ruidenberg is een heuvel in de Belgische provincie West-Vlaanderen, op de grens van de gemeenten Koekelare, Ichtegem en Kortemark. Een noordelijk uitsteeksel in de gemeente Koekelare draagt de naam Koekelareberg. De verhoging in het landschap gaat tot 50 meter boven de zeespiegel en is een zuidwestelijke uitloper van het Plateau van Wijnendale. Het omliggende vlakkere land bevindt zich tot een 20-tal meter boven de zeespiegel.

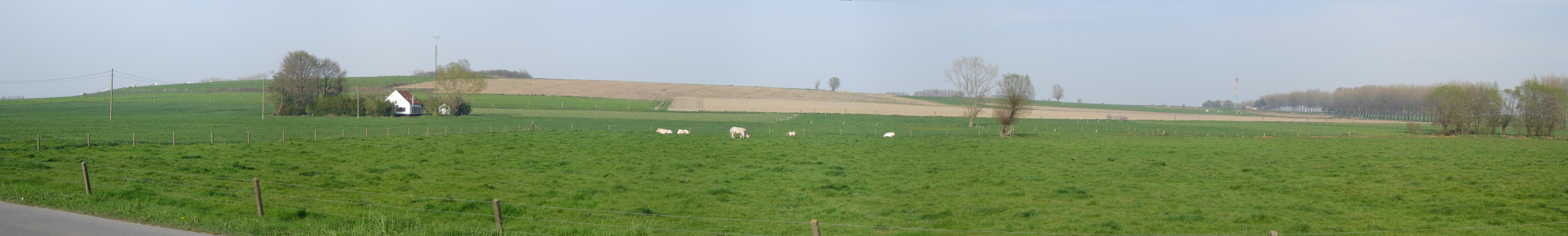
Koekelareberg

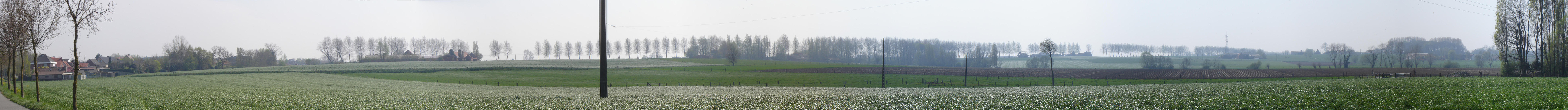
Ruidenberg, noordkant gezien vanaf Ichtegem

De verhoging in het vlakke land geeft aanleiding tot vergezichten tot diep in West-Vlaanderen. Vanaf de Ruidenberg zijn naar het noorden toe de hoogbouw van de Vlaamse Kust, 20 km verder te zien. Bij nacht is in die richting de straatverlichting van de snelweg A18/E40 te zien en de vuurtorens van Oostende en Nieuwpoort. In het westen ziet men vanaf de Ruidenberg de IJzertoren, in het 10 km verder gelegen Diksmuide. In het zuidwesten kan men de rij heuvels zien waarvan Kemmelberg en Casselberg de meest prominente zijn.
De oorsprong van de naam ‘Ruidenberg’ staat wellicht in verband met ruig of ruw landschap. Het is een getuigenheuvel, net zoals bijvoorbeeld de Kemmelberg, ontstaan uit ongelijke erosie van het landschap. De Ruidenberg ligt op de waterscheidingslijn tussen het Noordzeebekken en de IJzervlakte. Een lokale legende vertelt dat op de Ruidenberg de zielen van overledenen verzamelen om er te samen naar de hemel te varen.

## Wielrennen
De Ruidenberg is een legendarische helling in enkele wielerwedstrijden zoals Johan Museeuw classic voor junioren en elite met een contract, junioren te Edewalle, Keizer der Junioren et cetera. In 2012 is de Ruidenberg opgenomen in een plaatselijke omloop uit de 2e etappe van de 3-daagse van West-Vlaanderen.
De helling werd opgenomen in de Driedaagse van West-Vlaanderen, ze werd dan opgenomen in de laatste etappe gecombineerd met de Keiberg in Ichtegem in de plaatselijke ronden. In 2016 wordt ze van een andere kant beklommen en heet de klim Catteberg. In 2017 is de Johan Museeuw classic (ook gekend als Dwars door West-Vlaanderen) de opvolger van de Driedaagse van West-Vlaanderen. Hierin werd de Catteberg beklommen in de plaatselijke ronden. Ook zit de helling in de plaatselijke ronden van de Handzame Classic. Verder zit de helling in de Grote Prijs Jean-Pierre Monseré.
De voormalige LF53 ging ook over de Ruidenberg. De helling zit ook in de recreatieve groene lus van de Vive le vélo fietsroutes.